# Східний оливник
Східний оли́вник (Iole) — рід горобцеподібних птахів родини бюльбюлевих (Pycnonotidae). Представники цього роду мешкають в Південно-Східній Азії.

## Види
Виділяють сім видів:
- Бюльбюль-бородань карликовий (Iole finschii)[5]
- Оливник палаванський (Iole palawanensis)
- Оливник бірманський (Iole viridescens)
- Оливник малазійський (Iole crypta)[6]
- Оливник білогорлий (Iole charlottae)[7]
- Оливник асамський (Iole cacharensis)[8]
- Оливник сіроокий (Iole propinqua)

## Етимологія
Рід названий на честь Іоли, персонажки давньогрецької міфології, легендарної дочки ехалійського володаря Евріта, в яку закохався Геракл.